# Joseph Beerli
Joseph Beerli (22 december 1901 - 4 december 1967) was een Zwitsers bobsleeremmer. Beerli won tijdens de wereldkampioenschappen bobsleeën 1935 de zilveren medaille in de viermansbob. Beerli won tijdens de Olympische Winterspelen 1936 de gouden medaille in de viermansbob met Pierre Musy als piloot en in de tweemansbob won Beerli de zilveren medaille samen met Fritz Feierabend.

## Resultaten
- Wereldkampioenschappen bobsleeën 1935 in Sankt Moritz  in de viermansbob
- Olympische Winterspelen 1936 in Garmisch-Partenkirchen  in de tweemansbob
- Olympische Winterspelen 1936 in Garmisch-Partenkirchen  in de viermansbob

1924: Scherrer / Neveu / A.Schläppi / H.Schläppi ·
1928: Fiske / Tucker / Mason / Gray / Parke ·
1932: Fiske / Eagan / Gray / O'Brien ·
1936: Musy / Gartmann / Bouvier / Beerli ·
1948: Tyler / Martin / Rimkus / D'Amico ·
1952: Ostler / Kuhn / Nieberl / Kemser ·
1956: Kapus / Diener / Alt / Angst ·
1964: V.Emery / Kirby / Anakin / J.Emery ·
1968: Monti / De Paolis / Zandonella / Armano ·
1972: Wicki / Leutenegger / Camichel / Hubacher ·
1976: Nehmer / Babock / Germeshausen / Lehmann ·
1980: Nehmer / Musiol / Germeshausen / Gerhardt ·
1984: Hoppe / Wetzig / Schauerhammer / Kirchner ·
1988: Fasser / Meier / Fässler / Stocker ·
1992: Appelt / Schroll / Winkler / Haidacher ·
1994: Czudaj / Brannasch / Hampel / Szelig ·
1998: Langen / Zimmermann / Jakobs / Hampel ·
2002: Lange / Kühn / Kuske / Embach ·
2006: Lange / Hoppe / Kuske / Putze ·
2010: Holcomb / Mesler / Tomasevicz / Olsen ·
2014: Melbārdis / Dreiškens / Vilkaste / Strenga  ·
2018: Friedrich / Bauer / Grothkopp / Margis   ·
2022: Friedrich / Margis / Bauer / Schüller